# 音义兼译
音义兼译（又称音义双译，简称，直译为“音义相配”）是一种翻译方法，就某个原单词选择读音和意义相近的单词或词根，然後再制造新词，比如翻譯成黑客、翻譯成幽浮。这个译法能保留原单词的读音和意义，而新单词有可能會被人逐漸接受。一種類似的譯法是增意音译（简称），其單詞或詞根的含義與原單詞只是間接相關，比如翻譯成可樂、翻譯成迷你。
音义兼译与仿译的差别在于，仿译只涉及语义上的翻译，不考虑读音；与音译的差别在于，音译只考虑单词的发音。

## 历史
“phono-semantic matching”一词由以色列语言学家诸葛漫创造，因为他质疑埃纳尔·海于根的借词分类。虽然海于根将借词分为替代类和引入类，但PSM则是伪装借词，为“替代类和引入类的混合”。诸葛漫提出另一个多源新词（同时衍生自两个或以上来源的单词）的分类法，包括语音对译、语义化语音对译和音义兼译。
诸葛漫指出，語文規劃人士（比如希伯来语科学院成员）与平信徒和宗教领袖的民间词源都使用同一种方法。他呼吁辞书学学家和语源学学家了解伪装借词和多源新词广泛出现的现象，不要为多源词项只选择一个来源。

## 例子

### 阿拉伯语
诸葛漫分析（菜蓟）的演化。它起源于阿拉伯语“‎”（“[定冠词]菜蓟”），之后在安達盧西亞阿拉伯語变成，然后演化为中世纪西班牙语、意大利语和北意大利语 >  > ，最后在英语音译为。该单词在黎凡特阿拉伯語（叙利亚、黎巴嫩和以色列）中经过音义兼译转为“‎”，由“‎”（“土地的”）和“‎”（“带刺的”）组成。
阿拉伯语通过音义兼译，使用三辅音词根替换明显的外来术语，例如：
| 单词         | 意思   | 直接引入单词 | 音义双兼词 | 词根（意思）  |
| ------------ | ------ | ------------ | ---------- | ------------- |
| （法语）     | 技术   | ‎（)          | ‎（）       | t-q-n（技能） |
| （法语）     | 线粒体 | ‎（）         | ‎（）       | q-d-r（力量） |
| （意大利语） | 机器   | ‎（）         | ‎（）       | m-k-n（能力） |

### 荷兰语
荷蘭語也有一些音义双兼词，比如（吊床）。它源自西班牙语，所以它与英语同源。荷兰语的表面上可以拆分为（吊着的垫子），十分适合所述的物体。又例如：
- 在（鳀鱼）中，最后一个音节改为（鱼），但该词起源于西班牙语；
- （坏血病）改为（（撕开）的词根）和（肚子、胃）的组合词，但它源自中古低地德语；
- 在（（二月）的别名）中，首两个音节类似（打柴），但它源自拉丁语。

### 冰岛语
Sapir & Zuckermann (2008)描述冰岛语如何利用音义双兼伪装许多英语单词。例如，（艾滋病）是英语的音义兼译，由本语动词（摧毁）和名词化后缀构成。同样，冰岛语（技术、技巧）由（工具）和名词化后缀组成，但它实际上是丹麦语的音义兼译（或者是希腊语（“技术、技巧”）的派生词）。由維茲菲厄澤（Viðfjörður）的比约登·比亚尔纳松博士于1912年发明。它在1940年代前罕用，但此后流行起来，甚至可以用来构词，比如（电的技术，即电子学）、（技术的）和（技术员）。

### 日语
现代日语的外来语一般用片假名音译，但历史上有一个时期日语里通常用汉字书写音译词。这个过程称为借字（音译）或熟字训（意译）。一些借字一直流传到现在，而所选的汉字可对应发音、词义或两者。
一般而言，汉字只根据读音或意义选择。例如（寿司）中的两个汉字分别读作和，但它们的意思（“寿命”和“掌管”）与食物无关——这便是借字。相反，在（；烟叶）中，汉字的意思与单词对应，但它们没有一个读音能对上——这便是熟字训。
然而，汉字有时会根据读音和意义被选择，所以属于音义兼译。例如，（；俱乐部）可以理解为“大家享乐的地方”（该单词也于20世纪初叶引入汉语，意义和写法不变，但读音与日语和英语的相差很大）。又如，源自葡萄牙語（一种雨衣）。这个单词可以理解为“合起来的翅膀”，因为这种雨衣像一只收起翅膀的鸟。

### 汉语
汉语借词经常运用音义兼译。
例如勃起功能障碍药物“威而剛”（西地那非），其英文商品名为Viagra，其俗稱“偉哥”亦是音义兼译。
另外，既能契合“World Wide Web”的三个W，又能符合它所指的含义。英语“hacker”的汉语借词为（“黑”有“狠毒”之意）。而该字於台湾地区的借字则为（“骇”有“惊动、骚动”之意），此亦為音意兼译的表现。
現代標準漢語“声纳”有“接收声音”之意，但它的读音与英语来源词“sonar”只是稍微相似。汉语有许多更能符合“sonar”发音的同音字，但它们在意思上稍有不足，比如（送、松、耸……）、（搜、叟、馊……）、（收、受、手、兽、瘦……）等。
根据诸葛漫所述，汉语中的PSM常见于：
- 品牌名，比如“Coca-Cola”译作“可口可乐”，[15]而可乐后来泛指任何类似的汽水。[16]
- 行話，比如上述的。
- 技术术语，比如上述的“声纳”。
- 地名，比如“白俄罗斯”，而其内名的意思正是“白色的俄罗斯”。

从单语中国人的角度来看，与双文制书写中的拉丁文和说话中的語碼轉換相比，汉语的音义兼译是“小害”。诸葛漫探讨汉语和明治时代日语的音义兼译后，他指出中文具有多功能：表意（如语素文字）、不表意（如音節文字），以及同时表意和不表意（音节语素）。伦纳德·布龙菲尔德认为语言无论用什么书写系统都不会改变，但诸葛漫认为这有失准确。“如果汉语用拉丁字母书写，则不会有数千个中文字被发明，或者它们以完全不同的形态创造。”其中证据包括东干语。它是与汉语紧密相连的中国语言，但用西里尔字母书写。东干语的单词一般由俄语不经PSM直接引入。
中文译名与上述做法有关。

### 现代希伯来语
希伯来语用音义兼译引入新词时，源语言一般决定词根和名词规律，所以源语言对目标语言词法的影响难以判断。例如，现代希伯来语“מבדוק‬”（mivdók）是英语“dock”（码头）的音义双兼词。如果选择读音和词义皆相近的词根（בדק‬；检查、修补），则有“mi⌂⌂a⌂á”、“ma⌂⌂e⌂á”、“mi⌂⌂é⌂et”、“mi⌂⌂a⌂áim”等名词规律可供使用（每个⌂代表一个词根位置）。然而，所用的规律是不太能产的mi⌂⌂ó⌂，因为[o]“מבדוק‬”（mivdók）的最后一个音节听上去像英语“dock”。

## 动机
根据诸葛漫所述，音义对纯化語文規劃人士来看有一些好处：
- 循环使用过时的词语
- （对未来的母语人士）掩饰外来影响
- （对现代学习者/说话人士）方便初步学习（记忆术）

## 表意借词
表意借词是一种借词，通过融入目标语言的表意体制，而变得更像本语词或拟声词。表意借词难以辨识，而根据定义，它们通常不遵循一般的声音变化规律。同样，“纯正”借词和“表意”借词构成一个连续体。表意借词和民间词源不同在于，民间词源源自误解，但表意借词是故意更改的，而取该借词的说话者明知其描述性质不同于原本的音义。
例如，东南部芬兰语含有许多表意借词。其主要源语言俄语不使用元音“y”、“ä”和“ö”[y æ ø]，所以芬兰语会在借词中加入这些元音，以减少它们在语言中的违和感。譬如，名词（体力）意为“摇摇晃晃”。它表面上是由动词（摇晃）演变而来的本语词，其中前元音由元音和谐律使然。实际上，这单词由演变而来（但它不寻常，因为“-ni”是物主后缀），而本身是俄语的借词。又如，（黏状物质，似焦油）看上去由拟声词（见动词（戳））派生而来，但实际上是俄语（焦油）的表意借词。